# Giuseppe Colizzi
Giuseppe Colizzi (Roma, 28 giugno 1925 – Roma, 23 agosto 1978) è stato un regista, sceneggiatore, produttore cinematografico e scrittore italiano.

## Biografia
Nipote di Luigi Zampa, lavora come aiuto regista e direttore di produzione per diversi anni prima di esordire come romanziere nel 1958 con La notte ha un'altra voce, pubblicato da Arnoldo Mondadori Editore. Il secondo romanzo, sempre per Mondadori, è Orrendamente legittima, pubblicato nel 1962. Nel 1967 esordisce con la regia cinematografica nel western all'italiana Dio perdona... io no!, con Peter Martell e Bud Spencer; poi a riprese iniziate Martell per un infortunio viene sostituito da Terence Hill, e per questa casualità Colizzi è considerato il creatore di Bud Spencer e Terence Hill, e gira poi altri tre film di ottimo successo con la coppia.
Il suo ultimo film è Switch, che esce nelle sale postumo poiché Colizzi muore a soli 53 anni nel 1978 in seguito a complicazioni cardiache.

## Filmografia

### Regista e sceneggiatore
- Dio perdona... io no! (1967)
- I quattro dell'Ave Maria (1968)
- La collina degli stivali (1969)
- ...più forte ragazzi! (1972)
- Arrivano Joe e Margherito (1974)
- Switch (1978) (postumo)

### Solo sceneggiatore
- I nuovi angeli, regia di Ugo Gregoretti (1962)

### Produttore
- Due notti con Cleopatra, regia di Mario Mattoli (1953)
- Le belle famiglie, regia di Ugo Gregoretti (1964)
- I quattro dell'Ave Maria (1968)
- La collina degli stivali (1969)

### Montatore
- Sette a Tebe, regia di Luigi Vanzi (1964)